# Nadine Rossello

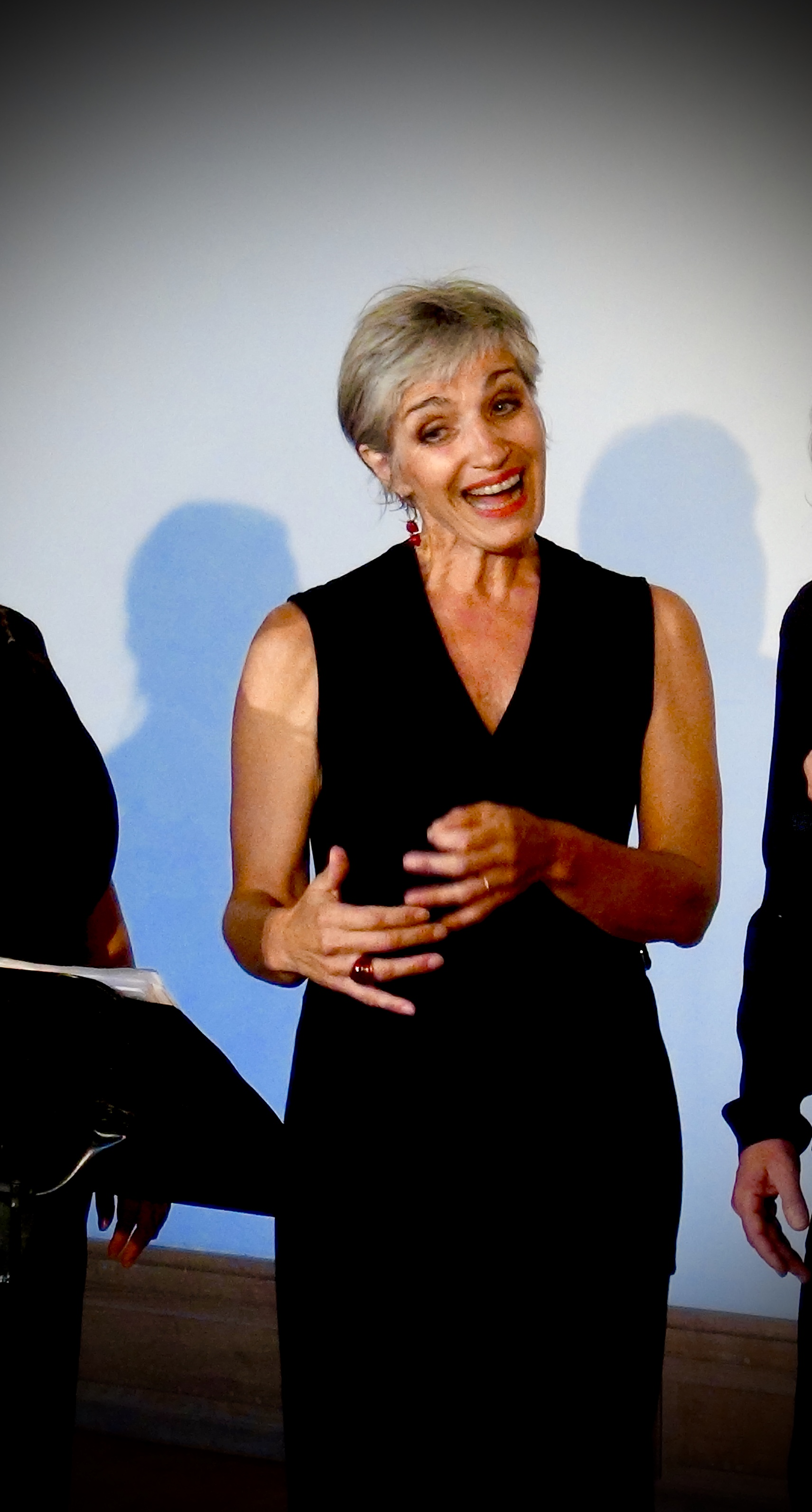
Nadine Rossello en 2019.

Nadine Rossello est une chanteuse, musicienne - guitare, piano, accordéon - compositrice, chef de chœur et formatrice spécialiste des Chants & Polyphonies Méditerranéennes et Polyphonies Corses traditionnelles et contemporaines.

## Biographie
En choisissant de mener de pair ses propres créations avec musiciens et de nombreuses collaborations avec divers artistes et plusieurs groupes, Nadine mène son chemin en dehors des sentiers battus ; elle peut tout aussi bien précéder Souad Massi, Césaria Évora, I Muvrini etc…sur de grandes scènes et enregistrer pour l'album Naiz de Peio Serbielle en langue basque.
A l’aube des années 2000, après un passage dans le milieu de la chanson française d’auteurs avec les Créations Pas par hasard et C'est dans l'air, Nadine effectue un virage artistique pour un retour aux sources, à ses origines, en se consacrant entièrement au chant méditerranéen sous toutes ses formes : créations personnelles chants et poésies du bassin méditerranéen avec musiciens -Entre Corse & Italie, L' Émigrante, Vagabonde, Oriental'Issima, Selomar, D'une Méditerranée à l'autre, Ribella-, Polyphonies d' Europe -Zingarelles-, Polyphonies Corses Féminines -Rifà i passi, Madamicella-, Polyphonies Corses Masculin-Féminin -Rifà i passi, Aria è Terra-.
Pour ses prestations scéniques individuelles ou au sein d'ensembles vocaux, on peut noter la présence de Pas par hasard, C'est dans l'air & Entre Corse et Italie en résidence à la Comedia Paris 11e de 1999 à 2002, L' Emigrante au Festival d'Avignon, au Triton pour le Festival Les Enchanteuses,  à Bourges, à Lisbonne pour l'Institut Français du Portugal, Vagabonde aux Cordeliers, Scène Nationale d'Albi pour la sortie de l'album, Selomar au Festival Vochora, Oriental'Issima pour le Festival Un WE avec Elles à SMAD Cap découverte au Garric, Zingarelles au Festival d'Avignon, au Festival Voix de femmes à Bourges, Ribella en Création à la Cave Poésie à Toulouse ou Madamicella aux Festivals Voix de femmes à Bourges (Cathédrale), Maury, Déodat de Séverac, Vochora, les Troubadours chantent l'art roman, Festival des lumières à Sorèze, Festivals de Musique Sacrée de Perpignan, de Crest, de Sylvanès, ainsi qu'à l'étranger -Pays-Bas, tournée à Oran, Tlemcen, Alger pour l'Institut Français d'Algérie, Festival Musique Sacrée de Fribourg (Suisse), etc..
Nadine Rossello encadre également des stages et Master-Class de Voix & de Polyphonies corses en France pour divers organismes et à l'étranger (dont l'Académie Huismuziek aux Pays-Bas) ainsi qu'un cours régulier au COMDT -Centre Occitan des Musiques et Danses Traditionnelles- à Toulouse.
Elle est également directrice artistique de la Cie Musicadines depuis sa création.

## Discographie
- 2021 : SANTA, Madamicella, polyphonies corses féminines -Edité par les éditions PSALMUS-
- 2017 : Madamicella, polyphonies corses féminines
- 2014 : Vagabonde avec Brahim Dhour (violon, oud), Didier Dulieux (accordéon) et Laurent Paris (percussions)
- 2011 : Trà e donne  (Polyphonies corses au féminin) avec Rifà i passi
- 2010 : Zingarelles (Polyphonies d'Europe a cappella) avec Zingarelles
- 2007 : L'émigrante avec Brahim Dhour (violon, oud, mandoline), Didier Dulieux (accordéon), Benoît Mardon (guitare) et Laurent Paris (percussions)
- 2007 : Naiz  avec Peïo Serbielle et Renaud
- 2005 : Omi è donne in capella (Polyphonies corses) avec Rifà i passi
- 2003 : Polyphonies corses  avec Rifà i passi
- 2002 : Entre Corse et Italie  avec Denis Van Hecke (violoncelle), Céline Ribault (accordéon) et Didier Burlier (guitare)
- 2001 : C’est dans l’air  avec Didier Goret (piano) et Jean Bardy (contrebasse)
- 1999 : Pas par Hasard  avec Eddy Shaff (piano, accordéon)
- 1998 : Polyphonies corses  avec La Pierre aux Fées